# ستين نوردين
ستين نوردين (بالسويدية: Sten Nordin)‏ هو سياسي سويدي، ولد في 18 فبراير 1956 في السويد. حزبياً، نشط في حزب التجمع المعتدل.

## مناصب
- انتخب municipal commissioner for the minority in Stockholm municipality, Sweden ‏ (15 أكتوبر 1994 – 15 أكتوبر 1998).
- انتخب  (19 أكتوبر 1998 – 20 أكتوبر 2002).
- انتخب City Commissioner for Finance ‏ (28 أبريل 2008 – 20 أكتوبر 2014).
- انتخب عضو البرلمان السويدي [الإنجليزية]‏ (2 أكتوبر 2006 – 7 مايو 2008).